# میتسوبیشی آروی‌آر
میتسوبیشی آروی‌آر (Mitsubishi RVR) خودرویی است که در سال‌های ۱۹۹۱ تا کنون در اوکازاکی، آیچی و ژاپن تولید شده‌است. طراحی آن موتور جلو، خودرو محور جلو و خودرو چهار چرخ محرک بوده‌است. سیستم جعبه‌دندهٔ آن ۴ دنده به دو صورت خودکار و دستی است.

## نسل سوم
میتسوبیشی ای‌اس‌ایکس در کلاس خودروهای شاسی بلندهای کوچک طبقه‌بندی شده و به عنوان رقیبی برای خودروهایی مثل هیوندای توسان و کیا اسپورتیج وارد بازار ایران می‌شود.
ای‌اس‌ایکس برپایه خودروی مفهومی Concept-cX طراحی و برای اولین بار در سال ۲۰۱۰ در ژنو رونمایی شد.
میتسوبیشی ای‌اس‌ایکس در مدل پایه از یک موتور ۸/۱ لیتری دیزل با توان ۱۴۷ اسب بخار و گشتاور ۳۰۰ نیوتن متری بهره می‌برد.

## نگارخانه

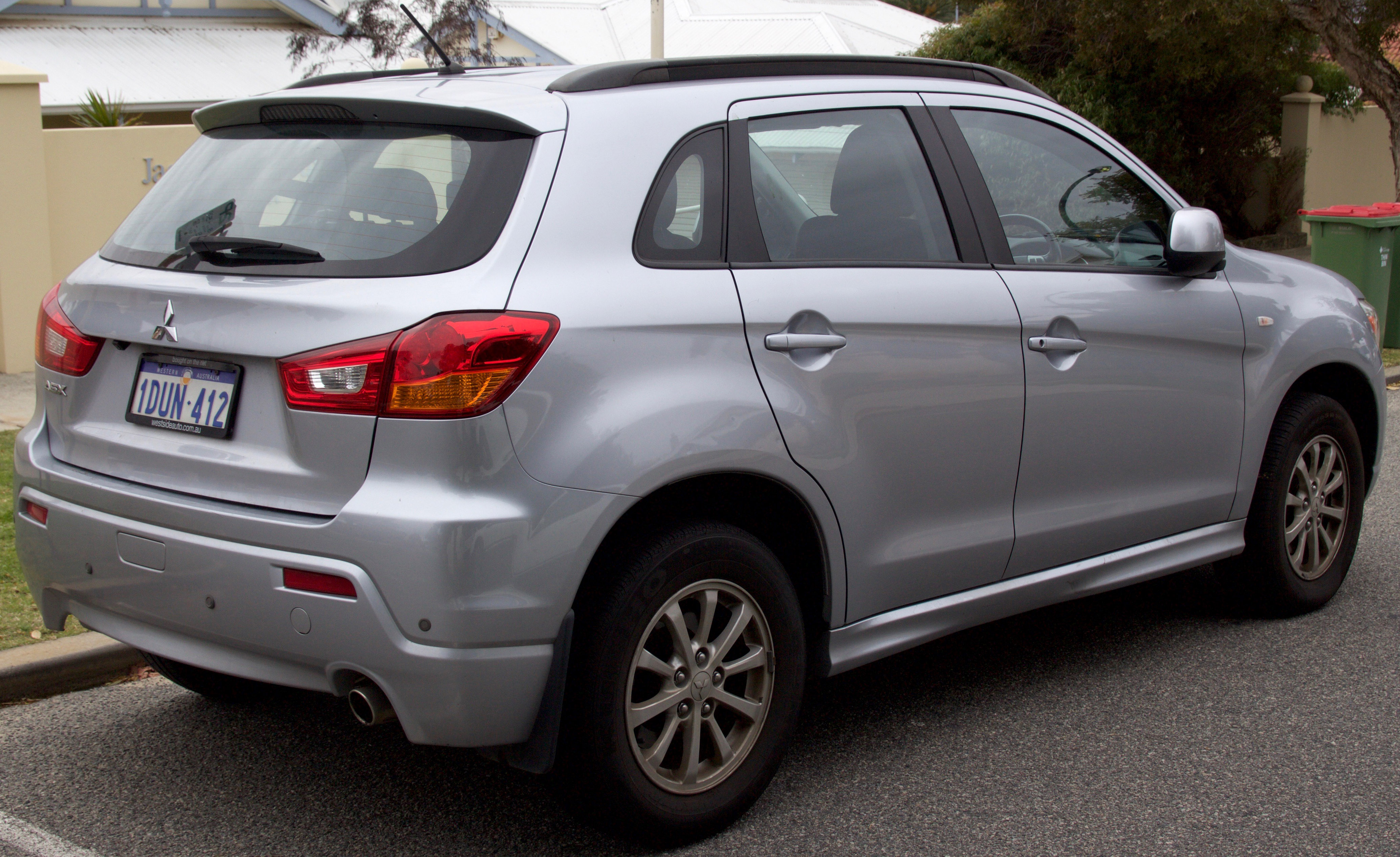
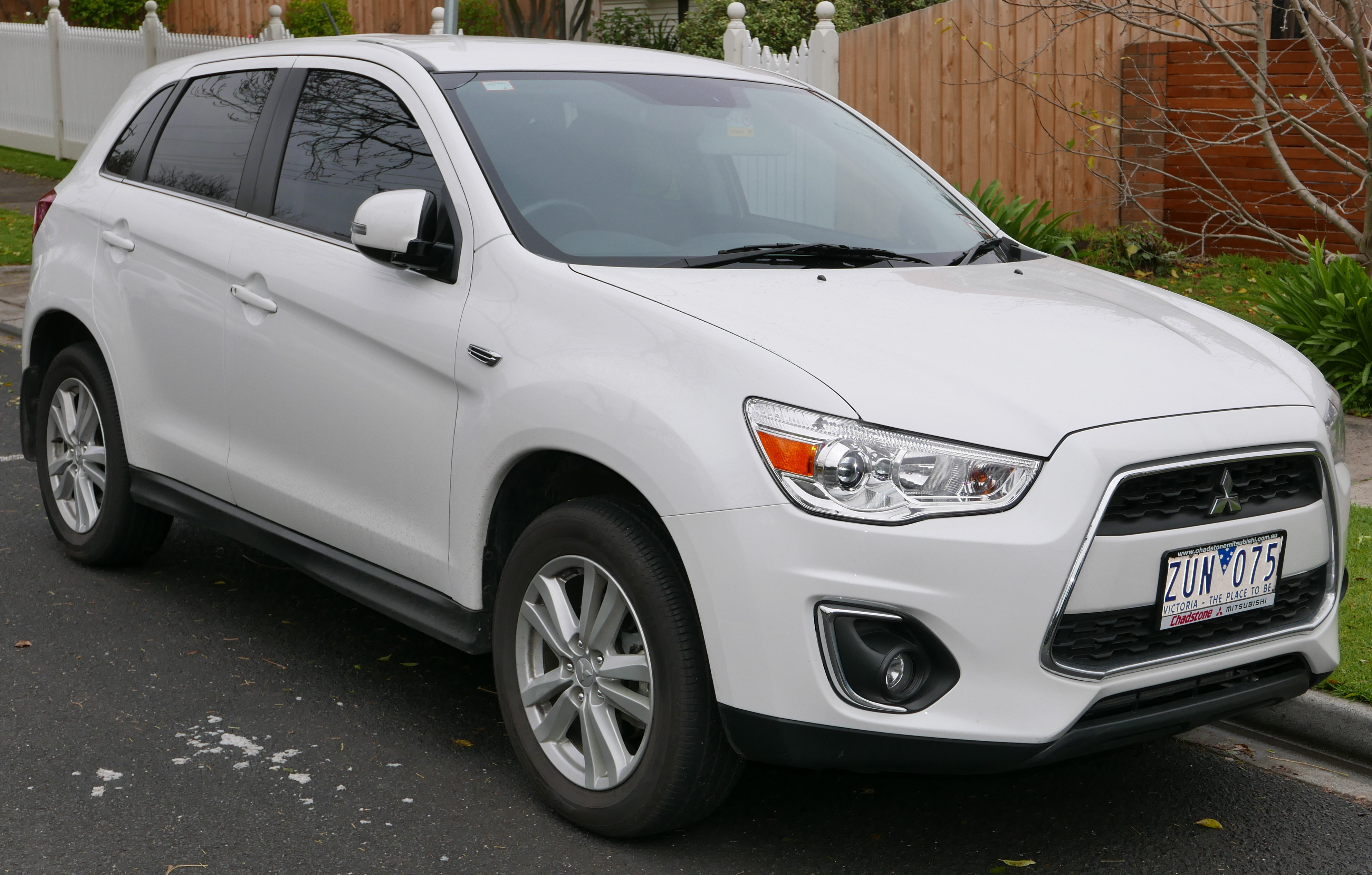
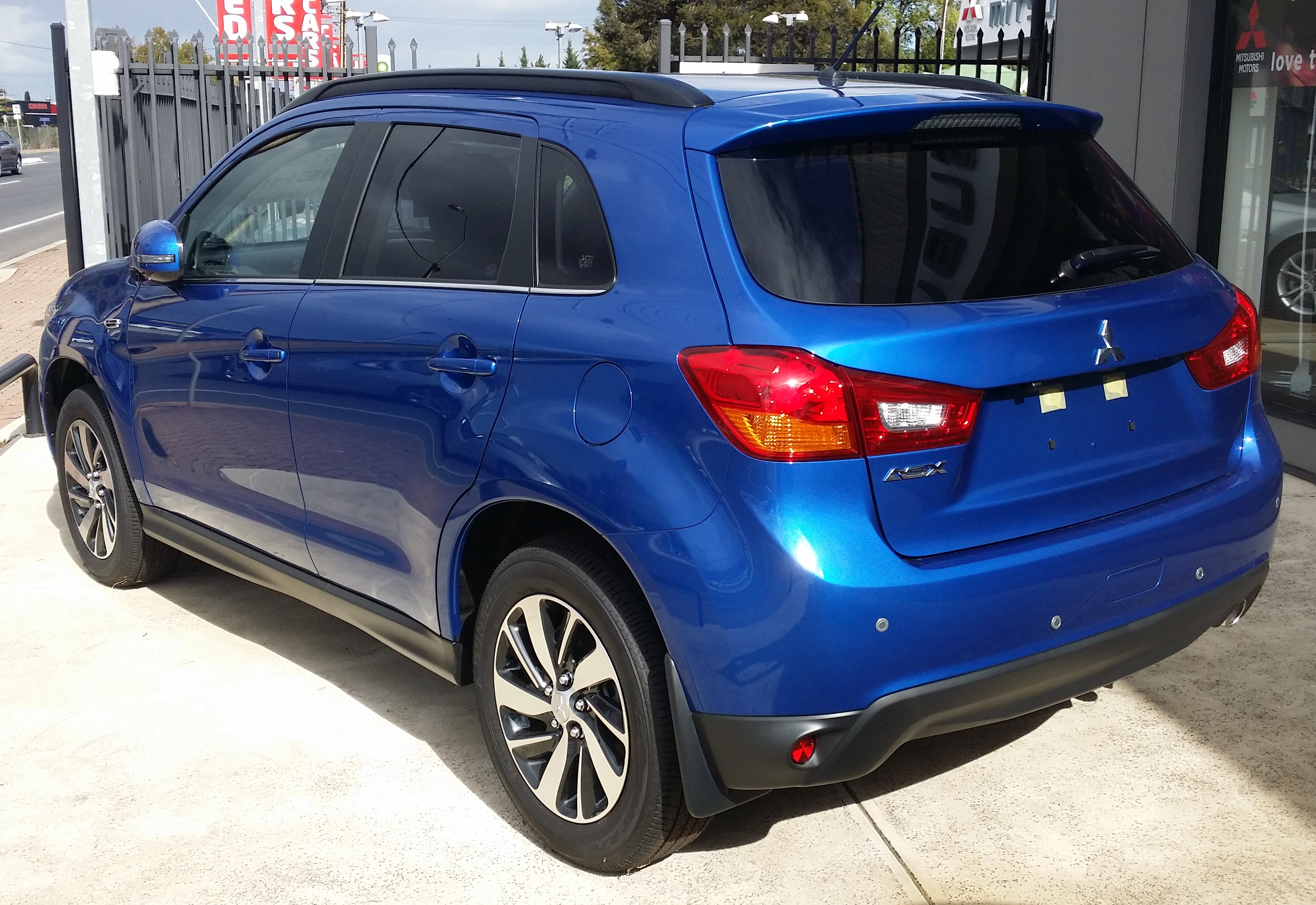
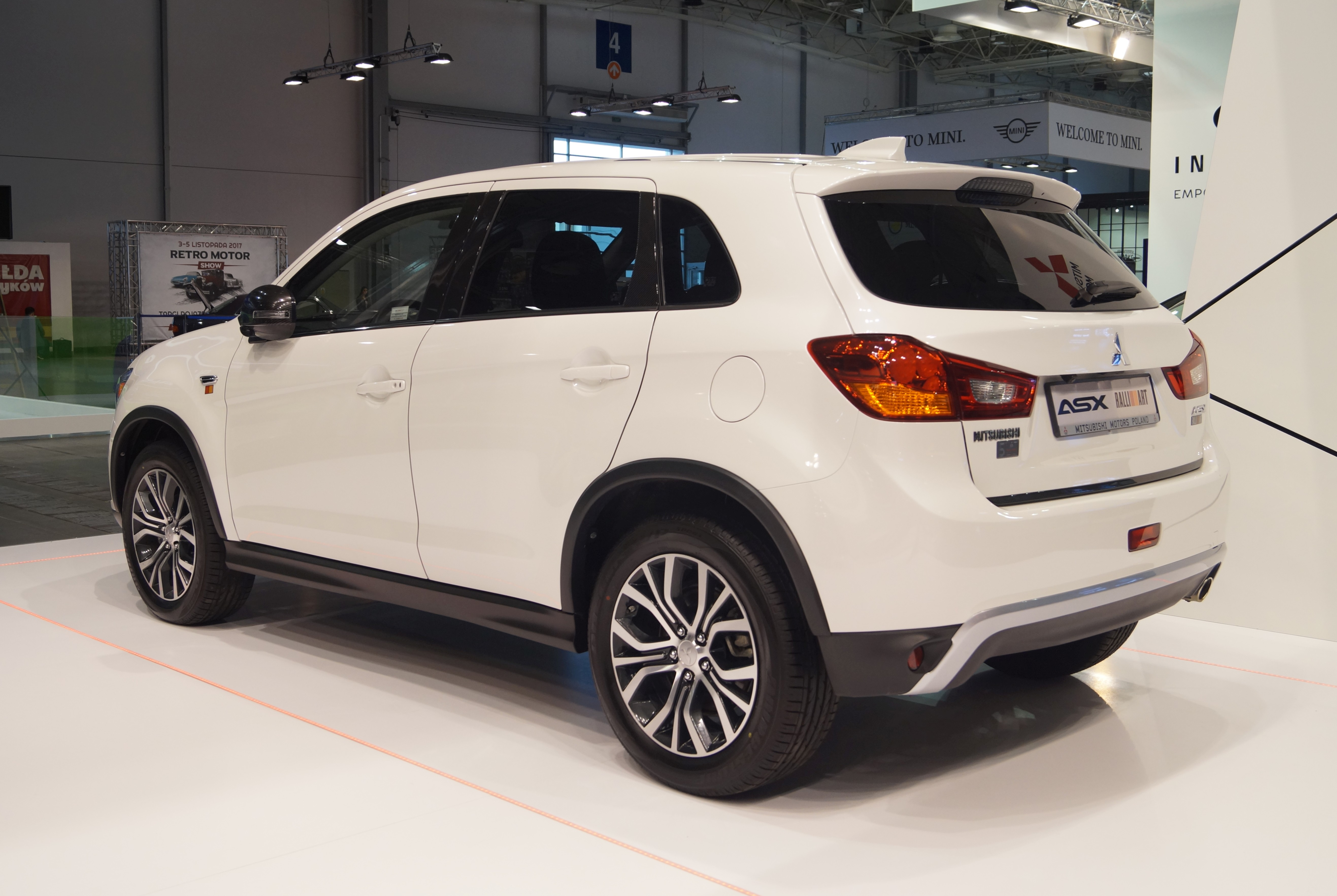
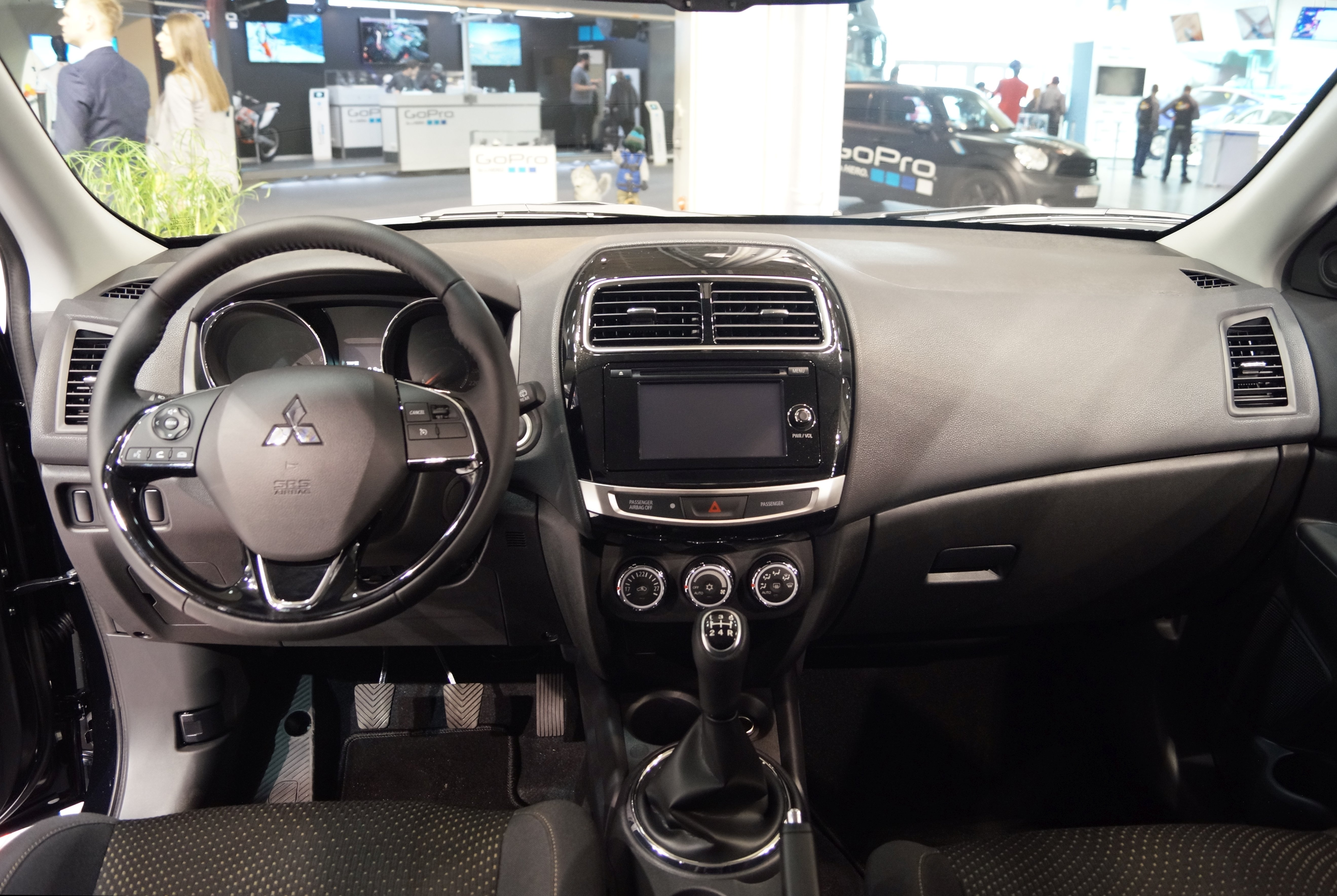